# Sven målare
Sven målare var en svensk målarmästare och rådman verksam under första delen av 1500-talet.
Sven målare är nämnd flera gånger i Jönköpings stads tänkebok 1511–1547 och han har av Åke Nisbeth  förts fram som en tänkbar mästare till valv- och väggmålningarna i Askeryds kyrka och Ölmstads kyrka i Småland. Målningarna framtogs och konserverades i samband med kyrkornas restaureringar 1933 och 1959. Nisbeth antar att Sven målare fått sin utbildning under de första åren på 1500-talet och att han lärde sig måla i en stil mer eller mindre likartad med kyrkomålaren Amunds.   